# سرجی بارخوان
سرجی بارخوان اسپانیایی: [ˈserʝi βarˈxwan j esˈklusa] بازیکن فوتبال اهل اسپانیا است که از سال ۱۹۹۴ تا ۲۰۰۲ میلادی عضو تیم ملی فوتبال اسپانیا بوده و در ۵۶ بازی ملی حضور داشته‌است. او در بازی‌های ملی‌اش یک گل به‌ثمر رساند.

## افتخارات

### باشگاهی
بارسلونا
- لالیگا(۳): ۹۴–۱۹۹۳، ۹۸–۱۹۹۷، ۹۹–۱۹۹۸
- جام حذفی فوتبال اسپانیا(۲): ۹۷–۱۹۹۶، ۹۸–۱۹۹۷
- سوپر جام فوتبال اسپانیا(۲): ۱۹۹۴، ۱۹۹۶
- جام برندگان جام اروپا(۱): ۹۷–۱۹۹۶
- سوپر جام اروپا(۱): ۱۹۹۷

## آمار ملی

### گل‌های ملی
| تعداد گل | تاریخ        | میزبان             | حریف   | نتیجه | رقابت   |
| -------- | ------------ | ------------------ | ------ | ----- | ------- |
| ۱        | ۹ فوریه ۱۹۹۴ | اسپانیا سانتا کروس | لهستان | ۱–۱   | دوستانه |

## آمار مربیگری
| تیم             | از             | تا            | رکورد | رکورد | رکورد | رکورد | رکورد   |
| تیم             | از             | تا            | G     | W     | D     | L     | پیروز % |
| --------------- | -------------- | ------------- | ----- | ----- | ----- | ----- | ------- |
| رکریتیوو اوئلوا | ۲۲ مه ۲۰۱۲     | ۳۰ ژوئن ۲۰۱۴  | ۸۹    | ۳۴    | ۲۲    | ۳۳    | ۰۳۸     |
| آلمریا          | ۶ آوریل ۲۰۱۵   | ۳ اکتبر ۲۰۱۵  | ۱۷    | ۴     | ۳     | ۱۰    | ۰۲۴     |
| مایورکا         | ۴ آوریل ۲۰۱۷   | ۲۳ ژوئن ۲۰۱۷  | ۱۰    | ۳     | ۵     | ۲     | ۰۳۰     |
| هانگژو گرین‌تاون | ۲۶ نوامبر ۲۰۱۷ | ۳ ژوئیه ۲۰۱۹  | ۴۸    | ۲۱    | ۱۵    | ۱۲    | ۰۴۴     |
| بارسلونا بی     | ۱۷ ژوئن ۲۰۲۱   | ۲۸ ژوئن ۲۰۲۲  | ۳۶    | ۱۴    | ۹     | ۱۳    | ۰۳۹     |
| بارسلونا        | اکتبر ۲۰۲۱     | ۵ نوامبر ۲۰۲۱ | ۳     | ۱     | ۲     | ۰     | ۰۳۳     |
| مجموع           | ۲۲ مه ۲۰۱۲     | تاکنون        | ۱۹۷   | ۷۳    | ۵۶    | ۶۸    | ۰۳۷     |